# Olympiska vinterspelen 2030
Olympiska vinterspelen 2030 blir de 26:e (XXVI) olympiska vinterspelen och är planerade att hållas i Franska Alperna från 1 till 17 februari 2030. Tävlingarna kommer att koncentreras runt regionerna Auvergne-Rhône-Alpes och Provence-Alpes-Côte d'Azur.
Internationella olympiska kommittén utsåg Frankrike till arrangör vid sin 142:a IOK-session i Paris 24 juli 2024. Franska alperna utsågs som arrangör med förbehåll eftersom man inte kunde lämna in spelens leveransgaranti på grund av den politiska situationen i landet. Garantierna ska lämnas av premiärministern senast den 1 oktober 2024 och ratificeras av det franska parlamentet senast den 1 mars 2025.